# Alexa Glatch
Alexa Glatch (née le 10 septembre 1989 à Newport Beach, Californie) est une joueuse de tennis professionnelle américaine.
Sa surface de prédilection est la terre battue et son coup préféré est le service.
Alexa Glatch a été finaliste du tournoi junior de l'US Open en 2005, à la fois en simple et en double, associée à Vania King.
Elle fait partie de l'équipe des États-Unis en finale de la Fed Cup 2009.
Elle ne joue aucun match sur le circuit professionnel entre novembre 2017 et avril 2019.

## Parcours en Grand Chelem

### En simple dames
| Année | Open d'Australie | Open d'Australie | Internationaux de France | Internationaux de France | Wimbledon       | Wimbledon        | US Open         | US Open         |
| ----- | ---------------- | ---------------- | ------------------------ | ------------------------ | --------------- | ---------------- | --------------- | --------------- |
| 2005  | —                | —                | —                        | —                        | —               | —                | 2e tour (1/32)  | Jelena Janković |
| 2006  | —                | —                | —                        | —                        | —               | —                | 1er tour (1/64) | J. Gajdošová    |
| 2007  | —                | —                | —                        | —                        | —               | —                | 1er tour (1/64) | Marion Bartoli  |
| 2008  | —                | —                | —                        | —                        | —               | —                | 1er tour (1/64) | Anne Keothavong |
| 2009  | —                | —                | 2e tour (1/32)           | L. Domínguez             | 1er tour (1/64) | Peng Shuai       | 1er tour (1/64) | Serena Williams |
| 2010  | —                | —                | —                        | —                        | —               | —                | —               | —               |
| 2011  | —                | —                | —                        | —                        | 1er tour (1/64) | Petra Kvitová    | —               | —               |
| 2012  | —                | —                | 2e tour (1/32)           | Flavia Pennetta          | —               | —                | —               | —               |
| 2013  | —                | —                | —                        | —                        | 1er tour (1/64) | Christina McHale | —               | —               |
| 2014  | —                | —                | —                        | —                        | —               | —                | —               | —               |
| 2015  | —                | —                | 1er tour (1/64)          | A.-L. Friedsam           | —               | —                | —               | —               |

N.B. : à droite du résultat se trouve le nom de l'ultime adversaire.

### En double dames
| Année | Open d'Australie | Open d'Australie | Internationaux de France | Internationaux de France | Wimbledon                 | Wimbledon                  | US Open                       | US Open                    |
| ----- | ---------------- | ---------------- | ------------------------ | ------------------------ | ------------------------- | -------------------------- | ----------------------------- | -------------------------- |
| 2005  | —                | —                | —                        | —                        | —                         | —                          | 1er tour (1/32) Vania King    | D. Hantuchová Ai Sugiyama  |
| 2006  | —                | —                | —                        | —                        | —                         | —                          | 1er tour (1/32) A. Spears     | Eva Birnerová A. Yakimova  |
| 2007  | —                | —                | —                        | —                        | —                         | —                          | 1er tour (1/32) A. Spears     | M. Camerin Gisela Dulko    |
| 2008  | —                | —                | —                        | —                        | —                         | —                          | —                             | —                          |
| 2009  | —                | —                | —                        | —                        | 1er tour (1/32) S. Bammer | I. Benešová B. Z. Strýcová | 3e tour (1/8) C. Gullickson   | M. Kirilenko Elena Vesnina |
| 2010  | —                | —                | —                        | —                        | —                         | —                          | 2e tour (1/16) C. Vandeweghe  | M. Niculescu Shahar Peer   |
| 2011  | —                | —                | —                        | —                        | —                         | —                          | 1er tour (1/32) Jamie Hampton | Hilary Barte M. Burdette   |

N.B. : le nom de la partenaire se trouve sous le résultat ; le nom des ultimes adversaires se trouve à droite.

### En double mixte
| Année | Open d'Australie | Open d'Australie | Internationaux de France | Internationaux de France | Wimbledon | Wimbledon | US Open                      | US Open               |
| ----- | ---------------- | ---------------- | ------------------------ | ------------------------ | --------- | --------- | ---------------------------- | --------------------- |
| 2007  | —                | —                | —                        | —                        | —         | —         | 1er tour (1/16) S. Jenkins   | Vania King V. Spadea  |
| 2008  | —                | —                | —                        | —                        | —         | —         | 1er tour (1/16) Scott Lipsky | S. Stosur M. Bhupathi |

N.B. : le nom du partenaire se trouve sous le résultat ; le nom des ultimes adversaires se trouve à droite.

## Parcours en «Premier Mandatory» et «Premier 5»
Découlant d'une réforme du circuit WTA inaugurée en 2009, les tournois WTA « Premier Mandatory » et « Premier 5 » constituent les catégories d'épreuves les plus prestigieuses, après les quatre levées du Grand Chelem.

### En simple dames
| Année |              | Premier Mandatory           | Premier Mandatory          | Premier Mandatory | Premier Mandatory         |       | Premier 5 | Premier 5 | Premier 5  | Premier 5 | Premier 5                   | Premier 5                 | Premier 5                 |
| Année | Indian Wells | Miami                       | Madrid                     | Pékin             | Dubaï                     | Dubaï | Rome      | Canada    | Cincinnati | Tokyo     | Tokyo                       |                           |                           |
| Année | Indian Wells | Miami                       | Madrid                     | Pékin             | Dubaï                     | Dubaï | Rome      | Canada    | Cincinnati | Tokyo     | Tokyo                       |                           |                           |
| Année | Indian Wells | Miami                       | Madrid                     | Pékin             | Dubaï                     | Dubaï | Rome      | Canada    | Cincinnati | Tokyo     | Tokyo                       |                           |                           |
| 2009  |              | 3e tour (1/16) U. Radwańska | 2e tour (1/32) S. Williams |                   | 1er tour (1/32) S. Errani |       |           |           |            |           |                             | 1er tour (1/32) S. Stosur | 1er tour (1/32) S. Stosur |
| 2010  |              | 1er tour (1/64) E. Baltacha |                            |                   |                           |       |           |           |            |           |                             |                           |                           |
| 2011  |              |                             |                            |                   |                           |       |           |           |            |           | 1er tour (1/32) A. Ivanović |                           |                           |

Sous le résultat, l’ultime adversaire.

## Parcours en Fed Cup
| #                                                                            | Date       | Lieu              | Surface      | Gagnante(s)         | Perdante(s)    | Score       |          |
|                                                                              |            |                   |              |                     |                |             |          |
| 2009 - 1/2 finale (groupe mondial) - République tchèque - États-Unis - 2 : 3 |            |                   |              |                     |                |             |          |
| 1                                                                            | 25/04/2009 | Brno              | Dur (int.)   | Alexa Glatch        | Iveta Benešová | 6-1, 6-2    | Parcours |
| 1                                                                            | 25/04/2009 | Brno              | Dur (int.)   | Alexa Glatch        | Petra Kvitová  | 6-2, 6-1    | Parcours |
|                                                                              |            |                   |              |                     |                |             |          |
| 2009 - Finale (groupe mondial) - Italie - États-Unis - 4 : 0                 |            |                   |              |                     |                |             |          |
| 2                                                                            | 07/11/2009 | Reggio de Calabre | Terre (ext.) | Flavia Pennetta     | Alexa Glatch   | 6-3, 6-1    | Parcours |
| 2                                                                            | 07/11/2009 | Reggio de Calabre | Terre (ext.) | Francesca Schiavone | Alexa Glatch   | Non disputé | Parcours |

## Classements WTA en fin de saison
| Année          | 2004 | 2005 | 2006 | 2007 | 2008 | 2009 | 2010 | 2011 | 2012 | 2013 | 2014 | 2015 | 2016 | 2017 |
| Rang en simple | 362  | 225  | 541  | 266  | 165  | 136  | 301  | 151  | 119  | 404  | 639  | 137  | 820  | 574  |
| Rang en double | -    | -    | 763  | 360  | 388  | 102  | 275  | 128  | 342  | 358  | 339  | 600  | -    | -    |

Source : (en) Classements de Alexa Glatch sur le site officiel de la Fédération internationale de tennis